# 罗纳德·乔治·雷伊福特·诺里什
罗纳德·乔治·雷伊福特·诺里什（英語：Ronald George Wreyford Norrish，1897年11月9日—1978年6月7日），英国化学家，1967年获诺贝尔化学奖。

## 生平
1897年出生于英国剑桥。
1978年逝世于英国劍橋。